# Idioma beti
El beti es una lengua bantú del grupo A, o más exactamente un grupo de variedades lingüísticas mutuamente inteligibles (bebele, bebil, bulu, eton, ewondo, fang, mengisa), habladas por pueblos beti-pahuin, que ocupan las regiones de selva pluvial de Camerún, República del Congo, Guinea Ecuatorial, Gabón y Santo Tomé y Príncipe.<!R0> Todas las variedades son ampliamente inteligibles entre sí, razón por la que muchos autores los cosnideran dialectos de la misma lengua.
El beti tiene código ISO 639-, pero en 2010 fue retirado porque las variedades particulares ya tenían códigos propios. Existe además un pidgin de base léxica beti, llamado populaire ewondo.